# Takaya Inui
Takaya Inui (乾 貴哉 Inui Takaya?), född 12 maj 1996 i Gunma prefektur, är en japansk fotbollsspelare.
Inui började sin karriär 2015 i JEF United Chiba. Han spelade 58 ligamatcher för klubben. 2020 flyttade han till Mito HollyHock.